# Ekstraliga polska w rugby union (2010/2011)
Ekstraliga polska w rugby union (2010/2011) – pięćdziesiąty piąty sezon najwyższej klasy rozgrywek klubowych rugby union drużyn piętnastoosobowych mężczyzn w Polsce. Tytuł mistrza Polski zdobyła Arka Gdynia, która w finale pokonała Budowlanych SA Łódź. Trzecie miejsce zajęła Lechia Gdańsk.

## System rozgrywek
Sezon 2010/2011 rozegrano w dwóch fazach. W pierwszej wszystkie osiem drużyn rozgrywało spotkania systemem ligowym, każdy z każdym, mecz i rewanż. W drugiej fazie cztery najlepsze zespoły z pierwszej rozegrały mecze półfinałowe, których zwycięzcy spotkali się w finale, a przegrani w meczu o trzecie miejsce. Ponadto piąta z szóstą drużyną pierwszej fazy rozgrywały mecz o piąte miejsce, a siódma z ósmą mecz o siódme miejsce i utrzymanie w Ekstralidze – przegrywający spadał do I ligi. Sezon trwał od 21 sierpnia 2010 do 18 czerwca 2011.

## Drużyny
Do rozgrywek w sezonie 2010/2011 przystąpiło 8 drużyn:
- KS Budowlani Łódź,
- Lechia Gdańsk,
- Arka Gdynia,
- Orkan Sochaczew,
- Juvenia Kraków,
- Posnania Poznań,
- Ogniwo Sopot,
- Budowlani Lublin[1].

W przerwie zimowej doszło do zmiany w składzie Ekstraligi: drużynę KS Budowlanych Łódź zastąpiła drużyna Budowlani SA Łódź. Zgodnie z umową nowo utworzona spółka akcyjna przejęła drużynę seniorów rugby z klubu sportowego.

## Pierwsza faza
Wyniki spotkań:
|                                     | KS Budowlani Łódź/Budowlani SA Łódź | Lechia Gdańsk | Arka Gdynia | Orkan Sochaczew | Juvenia Kraków | Posnania Poznań | Ogniwo Sopot | Budowlani Lublin |
| KS Budowlani Łódź/Budowlani SA Łódź | –                                   | 34:20         | 29:13       | 50:6            | 105:12         | 69:9            | 46:17        | 29:10            |
| Lechia Gdańsk                       | 21:28                               | –             | 30:13       | 33:10           | 69:13          | 29:20           | 54:0         | 34:0             |
| Arka Gdynia                         | 43:14                               | 22:7          | –           | 49:8            | 50:10          | 65:12           | 60:14        | 17:10            |
| Orkan Sochaczew                     | 10:38                               | 7:61          | 7:16        | –               | 66:14          | 34:28           | 27:19        | 17:21            |
| Juvenia Kraków                      | 14:43                               | 7:37          | 15:38       | 11:28           | –              | 20:17           | 32:32        | 19:14            |
| Posnania Poznań                     | 16:26                               | 15:29         | 0:13        | 14:42           | 33:5           | –               | 27:10        | 24:15            |
| Ogniwo Sopot                        | 11:40                               | 0:47          | 12:43       | 5:5             | 5:12           | 22:17           | –            | 10:27            |
| Budowlani Lublin                    | 20:30                               | 17:26         | 5:13        | 34:10           | 31:5           | 36:5            | 36:3         | –                |

Tabela (w kolorze zielonym wiersze z drużynami, które awansowały do półfinałów, na żółto z drużynami, które zagrały w meczu o utrzymanie):
| Pozycja | Drużyna           | Mecze | Bilans punktów | Punkty bonusowe | Punkty razem |
| ------- | ----------------- | ----- | -------------- | --------------- | ------------ |
| 1.      | Budowlani SA Łódź | 14    | 581:222        | 10              | 62           |
| 2.      | Arka Gdynia       | 14    | 455:173        | 7               | 55           |
| 3.      | Lechia Gdańsk     | 14    | 497:186        | 10              | 54           |
| 4.      | Budowlani Lublin  | 14    | 276:242        | 7               | 31           |
| 5.      | Orkan Sochaczew   | 14    | 377:393        | 6               | 28           |
| 6.      | Posnania          | 14    | 237:415        | 5               | 17           |
| 7.      | Juvenia Kraków    | 14    | 189:568        | 1               | 15           |
| 8.      | Ogniwo Sopot      | 14    | 160:473        | 2               | 10           |

## Druga faza

### Mecz o siódme miejsce
Wynik meczu o siódme miejsce i utrzymanie w Ekstralidze:
| 4 czerwca 201111:30 | RzKS Juvenia Kraków                                                                                   | 25:22(17:12) | MKS Ogniwo Sopot                                                                                      | Sędzia: Michalik |
| 4 czerwca 201111:30 | Paweł Wojciechowski 13 (2P K), Mateusz Ingarden 5 (P), Waldemar Nawrot 5 (P), Maciej Sokołowski 5 (P) | 25:22(17:12) | Robert Rogowski 7 (2pd K), Piotr Zeszutek 5 (P), Przemysław Tubielewicz 5 (P), Marek Przychocki 5 (P) | Sędzia: Michalik |
| 4 czerwca 201111:30 | Jacek Bielawski                                                                                       | 25:22(17:12) | | Sędzia: Michalik |

### Mecz o piąte miejsce
Wynik meczu o piąte miejsce:
|                                                                                                 | RC Orkan Sochaczew                             | 18:8(3:5) | KS Posnania Poznań | Sędzia: Dariusz Reks |
| Kamil Wydrzyński 5 (P), Wojciech Łukasiewicz 5 (P), Tomasz Gasik 5 (pd K), Bogdan Wróbel 3 (dg) | Piotr Korek 5 (P), Mateusz Adamski 3 (K)       | 18:8(3:5) |                    | Sędzia: Dariusz Reks |
| Tomasz Gasik                                                                                    | Tomasz Nowak · Dominik Machlik · Patryk Warwas | 18:8(3:5) |                    | Sędzia: Dariusz Reks |

### Dwumecze półfinałowe o miejsca 1–4
Wyniki meczów półfinałowych:
| | Blachy Pruszyński Budowlani SA Łódź         | 35:7(12:0) | KS Budowlani Lublin | Sędzia: Kacper Michałkiewicz |
| Tomasz Stępień 15 (3pd 3K), Kamil Bobryk 10 (2P), Władysław Hrabowski 5 (P), Łukasz Żórawski 5 (P) | Jakub Jasiński 5 (P), Rafał Janeczko 2 (pd) | 35:7(12:0) |                     | Sędzia: Kacper Michałkiewicz |
| Sebastian Łuczak                                                                                   | Piotr Psuj                                  | 35:7(12:0) |                     | Sędzia: Kacper Michałkiewicz |

|                                                                                 | RC Arka Gdynia                                            | 16:34(3:17) | RC Lechia Gdańsk | Sędzia: Tomasz Jarowicz |
| Beka Ciklauri 26 (P 3pd dg 4K), Serhij Harkawy 10 (2P), Ołeksandr Łomakin 5 (P) | David Chartier 23 (pd 7K), Dariusz Wantoch-Rekowski 5 (P) | 16:34(3:17) |                  | Sędzia: Tomasz Jarowicz |
| Paweł Dąbrowski                                                                 | Rafał Witoszyński                                         | 16:34(3:17) |                  | Sędzia: Tomasz Jarowicz |

| 23 czerwca 2012 | RC Arka Gdynia | 33:24(7:17) | KS Posnania Poznań                                                                         | Sędzia: Marcin Zeszutek |
| 23 czerwca 2012 | Paweł Dąbrowski 10 (2P), Dawid Banaszek 8 (4pd), Robert Andrzejczuk 5 (P), Arkadiusz Zdunek 5 (P), Rafał Szrejber 5 (P) | 33:24(7:17) | Mateusz Adamski 9 (3pd K), Tomasz Nowak 5 (P), Dariusz Schnaider 5 (P), Dominik Zdun 5 (P) | Sędzia: Marcin Zeszutek |
| 23 czerwca 2012 | Kamil Simionkowski · Sergo Kwernadze                                                                                    | 33:24(7:17) |                                                                                            | Sędzia: Marcin Zeszutek |

### Mecz o trzecie miejsce
Wynik meczu o trzecie miejsce:
| 18 czerwca 2011 | RC Lechia Gdańsk                                                                               | 33:0(16:0) | KS Budowlani Lublin | Stadion MOSiR, Gdańsk Sędzia: Marcin Zeszutek |
| 18 czerwca 2011 | David Chartier 18 (3pd 4K), Mariusz Wilczuk 5 (P), Tomasz Rokicki 5 (P), Grzegorz Janiec 5 (P) | 33:0(16:0) |                     | Stadion MOSiR, Gdańsk Sędzia: Marcin Zeszutek |
| 18 czerwca 2011 | Piotr Jurkowski                                                                                | 33:0(16:0) | Bartłomiej Jasiński | Stadion MOSiR, Gdańsk Sędzia: Marcin Zeszutek |

### Finał
Wynik finału:
| 18 czerwca 2011 | Blachy Pruszyński Budowlani SA Łódź                                                                                    | 22:34(12:13) | RC Arka Gdynia                                                            | stadion przy ul. Górniczej, Łódź Sędzia: Grzegorz Michalik |
| 18 czerwca 2011 | Kacper Ławski 5 (P), Grzegorz Dułka 5 (P), Władysław Hrabowski 5 (P), Dominik Skwarciak 5 (P), Sebastian Łuczak 2 (pd) | 22:34(12:13) | Beka Ciklauri 24 (2P 4pd 2K), Serhij Harkawy 5 (P), Sergo Kwernadze 5 (P) | stadion przy ul. Górniczej, Łódź Sędzia: Grzegorz Michalik |
| 18 czerwca 2011 | Kazimierz Raszpunda | 22:34(12:13) |                                                                           | stadion przy ul. Górniczej, Łódź Sędzia: Grzegorz Michalik |

## Klasyfikacja końcowa
Klasyfikacja końcowa Ekstraligi (na czerwono wiersz z drużyną, która spadła do I ligi):
| Pozycja | Drużyna           |
| ------- | ----------------- |
| 1.      | Arka Gdynia       |
| 2.      | Budowlani SA Łódź |
| 3.      | Lechia Gdańsk     |
| 4.      | Budowlani Lublin  |
| 5.      | Orkan Sochaczew   |
| 6.      | Posnania Poznań   |
| 7.      | Juvenia Kraków    |
| 8.      | Ogniwo Sopot      |

## Statystyki
Najskuteczniejszym graczem rozgrywek Ekstraligi był gracz Budowlanych SA Łódź Tomasz Stępień, który zdobył w sezonie 213 punktów.

## I i II liga
Równolegle z rozgrywkami Ekstraligi rywalizowały drużyny na dwóch niższych poziomach ligowych: w I i II lidze.
Końcowa klasyfikacja I ligi (na zielono wiersz z drużyną, która awansowała do Ekstraligi):
| Poz. | Drużyna                |
| ---- | ---------------------- |
| 1    | AZS AWF Warszawa       |
| 2    | Pogoń Siedlce          |
| 3    | Skra Warszawa          |
| 3    | Czarni Pruszcz Gdański |
| 5    | WMPD-PUDiZ Olsztyn     |
| 6    | Kosmaz Koszalin        |

Ponadto rozgrywano zawody w ramach II lig regionalnych. W ich finale Posnania II Poznań pokonała RC Częstochowa.

## Inne rozgrywki
W finale rozgrywanego w tym sezonie Pucharu Polski Budowlani SA Łódź pokonali Arkę Gdynia 16:3. W zakończonych w 2011 rozgrywkach w kategoriach młodzieżowych mistrzostwo Polski juniorów zdobyła Posnania Poznań, a mistrzostwo Polski kadetów Budowlani Lublin.